# Passaporti dell'Unione europea

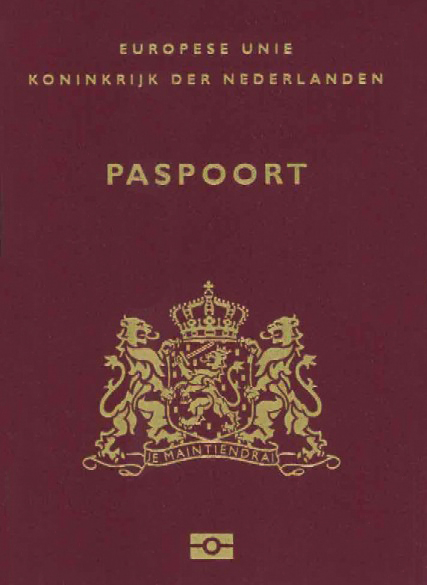
Passaporto europeo rilasciato dai Paesi Bassi.

L'Unione europea, in quanto organizzazione internazionale di carattere sovranazionale e intergovernativo, non emette alcun passaporto. I suoi 27 membri tuttavia rilasciano passaporti secondo un comune formato.

## Caratteristiche
I passaporti emessi dagli Stati membri dell'Unione europea condividono alcune caratteristiche:
Formato
- Formato carta B7 (ISO 216 88 mm × 125 mm).
- Possibilità di inserimento di una carta laminata.
- 32 pagine (con possibilità di emettere passaporti con più pagine).

Copertina
Contiene alcune informazioni nella lingua ufficiale del Paese di emissione:
- Colore: rosso borgogna (ad esclusione di quello della Croazia che è blu scuro).
- Dicitura "UNIONE EUROPEA" ("COMUNITÀ EUROPEA" prima del 1997).
- Nome del Paese di emissione (nello stesso carattere usato per UNIONE EUROPEA).
- Emblema dello Stato.
- La parola "PASSAPORTO".
- Il simbolo del passaporto biometrico.

Prima pagina
Contiene alcune informazioni nelle lingue dell'Unione europea:
- Le parole "UNIONE EUROPEA".
- Il nome del Paese di emissione.
- La parola "PASSAPORTO".
- Numero di serie.

Pagina di identificazione
La pagina contenente le informazioni sull'identità del titolare può essere laminata ed è scritta nella lingua ufficiale del Paese di emissione più inglese e francese (ad esclusione di Grecia e Cipro dove il francese non compare in questa pagina). Contiene le seguenti informazioni:
- Foto
- Tipo (P)
- Codice paese
- Passaporto N.
- Cognome (1)
- Nome (2)
- Cittadinanza (3)
- Data di nascita (4)
- Sesso (5)
- Luogo di nascita (6)
- Data di rilascio (7)
- Data di scadenza (8)
- Autorità (9)

Altre informazioni sono contenute nella seconda pagina:
- Residenza (11)
- Residenza (11) (per inserire un'eventuale altra residenza)
- Colore degli occhi (13)
- Statura (12)
- Proroghe (14)
- Firma del titolare (10)

## Passaporti emessi dai Paesi membri
| Paese       | Copertina | Pagina di identificazione | Costo | Validità                                                             | Autorità | Ultima versione   |
| ----------- | --------- | ------------------------- | --- | -------------------------------------------------------------------- | --- | ----------------- |
| Austria     |           |                           | - 75,90 € (36 pagine) | - 10 anni (età >12) - 5 anni (età 2–11) - 2 anni (età 0–2)           | | 16 giugno 2006    |
| Belgio      |           |                           | - 71 € (adulti; 32 pagg.; in Belgio) - 41 € (bambini; 32 pagg.; in Belgio) - 240 € (adulti; 64 pagg.; in Belgio) - 210 € (bambini; 64 pagg.; in Belgio) - 79 € (adulti; 32 pagg.; estero) - 35 € (bambini; 32 pagg.; estero) - 240 € (adulti; 64 pagg.; estero) - 210 € (bambini; 64 pagg.; estero) | - 5 anni                                                             | - Comuni (in Belgio) - Ambasciate e consolati belgi (estero)                                                      | 1º febbraio 2008  |
| Bulgaria    |           |                           | - 40 BGN / 20 € (età 14–58; 32 pagg.) - 20 BGN / 10 € (età <14; 32 pagg.) | - 5 anni                                                             | - Ministero degli Interni                                                                                         | 29 marzo 2010     |
| Cipro       |           |                           | - 70 € (32 pagg.) | - 10 anni                                                            | - Ministero degli Esteri - Ambasciate e Alti Commissariati della Repubblica di Cipro                              | 29 novembre 2010  |
| Croazia     |           |                           | - 390 HRK | - 10 anni (età >21) - 5 anni (età <21)                               | - Ministero degli Interni                                                                                         | 3 agosto 2015     |
| Danimarca   |           |                           | - 625 DKK (adulti; 32 pagg.) - 140 DKK (età <18; 32 pagg.) | - 10 anni (adulti) - 5 anni (età <18)                                | | 1º gennaio 2012   |
| Estonia     |           |                           | - 28,76 € | - 5 anni                                                             | | 22 maggio 2007    |
| Finlandia   |           |                           | - 52 € | - 5 anni                                                             | | 21 agosto 2012    |
| Isole Åland |           |                           | | - 5 anni                                                             | | 21 agosto 2012    |
| Francia     |           |                           | - 86 € (adulti in Francia metropolitana e d'oltremare) - 89 € (adulti, estero) - 17 € (età 0-14, ovunque) - 42 € (età 15-17, ovunque) | - 10 anni (adulti) - 5 anni (età <18)                                | - Uffici di prefettura - Consolati francesi (estero)                                                              | 12 aprile 2006    |
| Germania    |           |                           | - 37,50 € (età <24; 32 pagg.) - 59 € (età >24; 32 pagg.) | - 10 anni (età >24) - 6 anni (età <24)                               | Uffici di registrazione municipali                                                                                | 11 novembre 2007  |
| Grecia      |           |                           | - 84,40 € (adulti) - 73,60 € (bambini) | - 5 anni (età >15) - 2 anni (età <15)                                | Centro nazionale passaporti ("Διεύθυνση Διαβατηρίων/Αρχηγείο Ελληνικής Αστυνομίας")                               | 28 agosto 2006    |
| Irlanda     |           |                           | - 80 € (adulti) - 26,50 € (bambini 3-18) - 16 € (bambini >3) | - 10 anni (adulti) - 3 o 5 anni (bambini)                            | Divisione consolare e passaporti del Ministero degli affari esteri e del commercio                                |                   |
| Italia      |           |                           | - 116 € (42,50 € + 73,50 € di marca da bollo; formato unico da 48 pagine) | - 10 anni (età >18) - 5 anni (età 3-17) - 3 anni (età <3)            | Ministero degli Affari Esteri attraverso: - Questure (in Italia) - Consolati e ambasciate (estero)                | 20 maggio 2010    |
| Lettonia    |           |                           | | - 10 anni (età >60) - 5 anni (età 5–59) - 2 anni (età <5)            | | 20 novembre 2007  |
| Lituania    |           |                           | - 48 € (adulti) - 24 € (bambini) | - 10 anni (età >16) - 5 anni (età 5–15) - 2 anni (età <5)            | | 27 gennaio 2011   |
| Lussemburgo |           |                           | - 30 € (5 anni) - 20 € (2 anni) | - 5 anni (età >4) - 2 anni (età <4)                                  | Ufficio passaporti, Lussemburgo                                                                                   | 1º luglio 2011    |
| Malta       |           |                           | |                                                                      | | 29 settembre 2008 |
| Paesi Bassi |           |                           | - 50,35 € (massimo, i singoli comuni definiscono il costo; 34 pagg.) - 84,88 € (adulti; 34 pagg.; estero) | - 5 anni                                                             | - Gemeente (Comuni)                                                                                               | 9 ottobre 2011    |
| Polonia     |           |                           | Richieste in Polonia: - 140 zł (età 13-70) - 30 zł (età >13) Richieste attraverso consolati polacchi: - 106 € (età 13-70) - 36 € (età >13) In entrambi i casi: - gratis (età >70) - alcune categorie godono di uno sconto del 50%                                                                   | - 10 anni (età >13) - 5 anni (età <13)                               | - Governatore della provincia (voivodati) - Console                                                               | 1º gennaio 2006   |
| Portogallo  |           |                           | | - 5 anni (età >5) - 2 anni (età <5)                                  | | 25 maggio 2009    |
| Rep. Ceca   |           |                           | - 600 CZK (età >15) - 100 CZK (età <15) | - 10 anni (età >15) - 5 anni (età <15)                               | - Comune di residenza del titolare - Estero: consolati della Repubblica Ceca (ad eccezione dei consolati onorari) | 1º settembre 2006 |
| Romania     |           |                           | - 276 RON / 59 € (5 anni) - 116 RON / 25 € (1 anno) | - 5 anni (età >6) - 3 anni (età <6) - 1 anno (passaporto temporaneo) | Ministero degli affari interni (Direttorato generale per i passaporti)                                            | 26 aprile 2006    |
| Slovacchia  |           |                           | | - 10 anni (età >16) - 5 anni (età 5–15) - 2 anni (età <5)            | | 15 gennaio 2008   |
| Slovenia    |           |                           | |                                                                      | | 28 agosto 2006    |
| Spagna      |           |                           | - 25 € | - Illimitato (età >70) - 10 anni (età 30–70) - 5 anni (età <30)      | - Corpo nazionale di polizia                                                                                      | 14 agosto 2006    |
| Svezia      |           |                           | - 350 SEK | - 5 anni                                                             | - Polizia svedese                                                                                                 | 1 gennaio 2022    |
| Ungheria    |           |                           | - 7500 HUF (5 anni) - 14000 HUF (10 anni) | - 5 anni - 10 anni                                                   | - Uffici di registrazione (Nyilvántartó Hivatal)                                                                  | 1º marzo 2012     |